# Servion
Servion (Servion francese) è un comune svizzero di 1 919 abitanti del Canton Vaud, nel distretto di Lavaux-Oron.

## Storia
Dal suo territorio nel 1820 fu scorporata la località di Ferlens, divenuta comune autonomo; nel 2012 ha inglobato il comune soppresso di Les Cullayes.

### Simboli
Lo stemma comunale riprende il blasone della famiglia  Servion.

## Monumenti e luoghi d'interesse
- Chiesa riformata di San Maurizio, attestata dal 1453 e ricostruita nel XIX secolo[1].

## Società

### Evoluzione demografica
L'evoluzione demografica è riportata nella seguente tabella:
Abitanti censiti

## Amministrazione
Ogni famiglia originaria del luogo fa parte del cosiddetto comune patriziale e ha la responsabilità della manutenzione di ogni bene ricadente all'interno dei confini del comune.